# Stała Catalana
Stała Catalana to stała matematyczna, oznaczana jako K, pojawiająca się w oszacowaniach z dziedziny kombinatoryki. Jej definicja jest następująca:
{\displaystyle K=\sum _{n=0}^{\infty }{\frac {(-1)^{n}}{(2n+1)^{2}}}={\frac {1}{1^{2}}}-{\frac {1}{3^{2}}}+{\frac {1}{5^{2}}}-{\frac {1}{7^{2}}}+\dots }
lub równoważnie
{\displaystyle K=-\int \limits _{0}^{\ 1}{\frac {\ln(t)}{1+t^{2}}}{\mbox{ d}}t}
Jej przybliżona wartość to
K = 0,915 965 594 177 219 015 054 603 514 932 384 110 774 ... (ciąg  A006752 w OEIS)
Nie jest wiadome czy K jest liczbą wymierną czy niewymierną.
Stała została nazwana na cześć matematyka belgijskiego, Eugène Charlesa Catalana.

## Szybko zbieżne formuły do numerycznego obliczania stałejK
{\displaystyle {\begin{aligned}K&=3\sum _{n=0}^{\infty }{\frac {1}{2^{4n}}}\left(-{\tfrac {1}{2(8n+2)^{2}}}+{\tfrac {1}{2^{2}(8n+3)^{2}}}-{\tfrac {1}{2^{3}(8n+5)^{2}}}+{\tfrac {1}{2^{3}(8n+6)^{2}}}-{\tfrac {1}{2^{4}(8n+7)^{2}}}+{\tfrac {1}{2(8n+1)^{2}}}\right)\\&-2\sum _{n=0}^{\infty }{\frac {1}{2^{12n}}}\left({\tfrac {1}{2^{4}(8n+2)^{2}}}+{\tfrac {1}{2^{6}(8n+3)^{2}}}-{\tfrac {1}{2^{9}(8n+5)^{2}}}-{\tfrac {1}{2^{10}(8n+6)^{2}}}-{\tfrac {1}{2^{12}(8n+7)^{2}}}+{\tfrac {1}{2^{3}(8n+1)^{2}}}\right)\end{aligned}}}
oraz
{\displaystyle K={\frac {\pi }{8}}\log({\sqrt {3}}+2)+{\frac {3}{8}}\sum _{n=0}^{\infty }{\frac {(n!)^{2}}{(2n)!(2n+1)^{2}}}.}